# Daïra de Boutlélis
La daïra de Boutlélis est une daïra d'Algérie située dans la wilaya d'Oran et dont le chef-lieu est la ville éponyme de Boutlélis.

## Localisation
La daïra de Boutlélis est la circonscription administrative la plus étendue de la wilaya d'Oran. (Algérie). Elle est située au sud-ouest d'Oran, entre la côte de la Méditerranée et la rive sud de la Grande Sebkha d'Oran (lac salé), et à la limite avec la wilaya de Aïn Témouchent. La grande sebkha est comprise dans son territoire.

## Communes de la daïra
La daïra de Boutlélis est constituée de trois communes :
- Boutlélis
- Misserghin
- Aïn El Kerma